# Leucauge decorata
Leucauge decorata este o specie de păianjeni din genul Leucauge, familia Tetragnathidae. A fost descrisă pentru prima dată de Blackwall, 1864. Conține o singură subspecie: L. d. nigricauda.